# Salzhausen
Salzhausen – miejscowość i gmina położona w niemieckim kraju związkowym Dolna Saksonia, w powiecie Harburg, siedziba administracji gminy zbiorowej (niem. Samtgemeinde) Salzhausen.

## Położenie geograficzne
Salzhausen leży w centralnej części Pustaci Lüneburskiej ok. 35 km. na południe od Hamburga. Od wschodu sąsiaduje z gminami Südergellersen i Westergellersen z gminy zbiorowej Gellersen z powiatu Lüneburg, od południa z gminą Eyendorf, od zachodu z gminą Gödenstorf, a od północy graniczy z gminami Toppenstedt i Vierhöfen. Przez wschodnią część gminy płynie rzeka Luhe, która w tym miejscu tworzy granicę z powiatem Lüneburg.

## Dzielnice gminy
W skład gminy Salzhausen wchodzą następujące dzielnice: Luhmühlen, Oelstorf, Putensen i Salzhausen.

## Historia
Salzhausen zostało po raz pierwszy wzmiankowane w 1057 r. Pierwotnie miejscowość nosiła nazwę Solthinghusen a potem Soltzeneshusen, aż do dzisiejszej Salzhausen. Już od pierwszych lat istnienia biskupstwa w Verden była tu siedziba wójta (niem. Vogt (od ok. 962), który spełniał rolę administratora tej ówcześnie najbardziej wschodniej części tego biskupstwa. Z różnymi przekształceniami utrzymała się ta rola Salzhausen aż do roku 1679.

## Komunikacja
W odległości ok. 7 km na zachód od Salzhausen znajduje się autostrada A7 z węzłami Garlstorf i Egestorf. Jest to najszybsze połączenie z Hamburgiem, i Hanowerem.

## Oświata
W Salzhausen są wszystkie typy placówek oświatowych:
- szkoła podstawowa
- szkoła realna i szkoła główna
- gimnazjum